# Jehan (chanteur)
Pour les articles homonymes, voir Jehan.
Jehan également orthographié JeHaN, de son vrai nom Jean-Marie Cayrecastel, est un chanteur-compositeur français né en 1957 à Montluçon. Originaire du Midi de la France, il est l'un des derniers chanteurs itinérants de tradition trouvère ininterrompue.

## Histoire
Jehan, de son nom de famille Cayrecastel, signifiant « château de pierre » en occitan, est né dans l'Allier. Il passa cependant la plus grande partie de son enfance à Aynac dans le Quercy. Il demeure désormais en région toulousaine. Jehan est notamment reconnu comme interprète hors pair des œuvres de Bernard Dimey. Il est également l'ami et l'interprète de Claude Nougaro, Allain Leprest et Loïc Lantoine. Ces deux derniers ont coécrit les paroles de son album Les ailes de Jehan (1999). Jehan reprend également plusieurs chansons d'Anne Sylvestre qui lui offrira Un bon garçon, texte mis en musique par Gérard Pierron.
- 1994 : Premières parties de Philippe Léotard, Henri Salvador au Printemps de Bourges.
- 1995 : Tournées en France, Sentier des Halles et dans les Boîtes à Chansons de Montréal au Québec.
- 1996 : Premier album « Paroles de Dimey », suivi de tournées en France, en Suisse, en Belgique et au Québec.
- 1997 : Festival « Alors... Chante ! » à Montauban. Festival Barjac. Sortie de l'album « Divin Dimey » produit par les éditions Milan.
- 1998 : Francofolies avec Allain Leprest. Fête de l'Humanité. Festival Nuits de Champagne, Tournées en France et en Belgique.
- 1999 : Création du spectacle « Les ailes de Jehan » au théâtre de Montauban. Prix de la SACEM et de l'ADAMI aux Chorus des Hauts-de-Seine. Festival "Le chaînon manquant". Enregistrement et sortie de l'album « Les ailes de Jehan ».
- 2000 : Tournée « Le chaînon manquant » en Suisse. Francofolies. Festi'Val-de-Marne.
- 2001 : Tournées des quatre spectacles en France, en Suisse et au Québec. Enregistrement d'un CD non commercialisé "Live for Dimey" au Chapeau Rouge de Toulouse.
- 2002 et 2003 : Tournées de spectacles avec Lionel Suarez.
- 2004 : Sortie de « L'envers de l'ange ». Tournées solo en France, en Suisse et au Québec.
- 2010 : Participation à l'hommage à Jean Ferrat lors de la fête de l'Humanité.
- 2010 : Sur l'album Ronchonchon et compagnie d'Alexis HK, Jehan prête sa voix à un des 3 Ronchonchons[3].

## Discographie
- 1996 : Paroles de Dimey
- 1998 : Divin Dimey (réédité sous le titre Dimey divin)
- 1999 : Les ailes de Jehan (paroles coécrites par Allain Leprest et Loïc Lantoine[1])
- 2003 : L'envers de l'ange
- 2006 : Chante Bernard Dimey et Charles Aznavour - Le cul de ma sœur
- 2008 : À la croque au sel
- 2011 : La vie en blues
- 2016 : Pacifiste inconnu  avec Lionel Suarez, chansons d'Allain Leprest
- 2019 : Le disque en vers
- 2023 : Là où la joie se loge

## Morceaux isolés
- 2001 : Live for Dimey - Made in Toulouse (avec Lionel Suarez)
- 2006 : Interprète Paysan Paysâme sur la compilation Paysâme
- 2006 : Interprète « La goualante des gardiens de musée » avec Catherine Vaniscotte sur le disque d'Hervé Suhubiette, Quartier libre
- 2006 : Compilation « Toulouse en chanson »
- 2007 : Interprète Ton cul est rond sur l'album Chez Leprest, vol. 1
- 2010 : Participation au disque Ronchonchon et compagnie (La Famille Funky) avec Juliette, Liz Cherhal, Alexis HK...